# Psychotria hispidula
Psychotria hispidula är en måreväxtart som beskrevs av Paul Carpenter Standley och Julian Alfred Steyermark. Psychotria hispidula ingår i släktet Psychotria och familjen måreväxter. Inga underarter finns listade i Catalogue of Life.